# 大行会会所

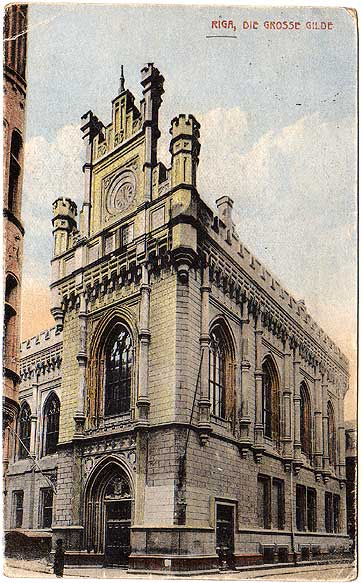
1918年的大行会会所

大行会会所是拉脱维亚首都里加旧城的一座建筑，兴建于1854年到1857年，建筑师是 K. Bejne ，英国哥特式风格。这座建筑是里加大行会所兴建，目前入驻这座建筑的是拉脱维亚国家交响乐团 .